# RWD-13
Le RWD-13 était un avion de tourisme polonais monoplan à trois places et aile haute, conçu en 1935 par l'équipe RWD. Il fut le plus gros succès commercial de cette société.

## Conception et développement
Le RWD-13 était issu du développement de la série d'avions de sport RWD-6, une série d'avions ayant gagné le Challenge International de Tourisme 1932, et RWD-9, qui avait gagné le Challenge International de Tourisme 1934. Il fut conçu par Stanisław Rogalski, Jerzy Drzewiecki et Leszek Dulęba, de l'équipe RWD, dans les ateliers Doświadczalne Warsztaty Lotnicze (en) (DWL) à Varsovie,, à destination et sous les ordres de l'organisation paramilitaire de défense territoriale LOPP (en).
Le prototype fut assemblé en utilisant des pièces issues d'un RWD-6 endommagé (initialement, il fut même supposé qu'il serait désigné RWD-6bis), mais sa construction était plutôt similaire à celle du plus récent RWD-9. Il effectua son premier vol le 15 janvier 1935, portant l'immatriculation SP-AOA. Après une démonstration et des essais réussis, il intéressa fortement l'armée, qui finança l'achat de 24 exemplaires. Comme le RWD-13 n'était pas censé être un avion engagé en compétitions, il eut de nombreuses différences avec le RWD-9 : un moteur à cylindres en ligne moins puissant — à la place du moteur en étoile de son prédécesseur —, et des mécanismes de voilure simplifiés. Il conservait toutefois la majeure partie de ses qualités, comme des capacités de décollage et atterrissage courts et un pilotage facile, ainsi qu'un vol stable. En 1939, quelque 85 unités avaient été produites.
En 1937, une version ambulance aérienne RWD-13S fut produite, le prototype portant l'immatriculation SP-BFN. Effectuant son premier vol le 30 avril 1937, elle était dotée d'une grande porte latérale sur le côté droit du fuselage pour pouvoir installer des civières. Une version universelle similaire fut également développée, le RWD-13TS (ou ST, ou S/T), qui pouvait être converti d'un avion de tourisme en un avion-ambulance en retirant le siège de droite. En 1939, quinze RWD-13S avaient été produits, parmi lesquels quelques modèles TS. Une autre évolution du RWD-13 fut l'avion à cinq places RWD-15.
Une licence fut vendue à la Yougoslavie en 1938, pour la fabrication de quatre RWD-13, qui furent produits sur place par Rogožarski (en). Ils furent ensuite convertis en avions-ambulances RWD-13S, en 1939.
Une réplique volante du RWD-13 était en cours de construction en Pologne, en 2008.

## Caractéristiques
Le RWD-13 était un monoplan de sport et de tourisme à aile haute dotée de barres de renfort. Sa construction était mixte : son fuselage était constitué d'une structure en métal recouverte de toile, sa section avant recouvrant le moteur et étant recouverte de panneaux en aluminium. Les ailes étaient rectangulaires en bois à deux longerons, recouvertes de toile et de contreplaqué à l'avant. Elles pouvaient être repliées vers l'arrière, afin de réduire l'encombrement de l'avion, et étaient dotées de becs de bord d'attaque automatiques. L'empennage était recouvert de contreplaqué, pour les plans fixes horizontaux, et de toile pour les parties mobiles (gouvernes de lacet et de profondeur).
La cabine était fermée et disposait de deux portières et de trois sièges. Les deux sièges avant étaient dotés de doubles-commandes, tandis-que le troisième siège était seul et avait de la place pour des bagages. Dans la version ambulance RWD-13S, il y avait deux sièges sur le côté gauche et des civières sur le côté droit. L'avion était propulsé par un moteur à 4 cylindres en ligne inversés refroidis par air de 130 ch, le PZInż. Major 4 — un Walter Major (en) fabriqué sous licence — ou le de Havilland Gipsy Major (en). L'hélice était une Szomański bipale à pas fixe en bois. Le train d'atterrissage était conventionnel avec un patin à l'arrière. Le carburant était stocké dans les ailes, avec une capacité de 140 litres. La consommation du moteur était de 28 l/h.

## Carrière opérationnelle

### Pologne

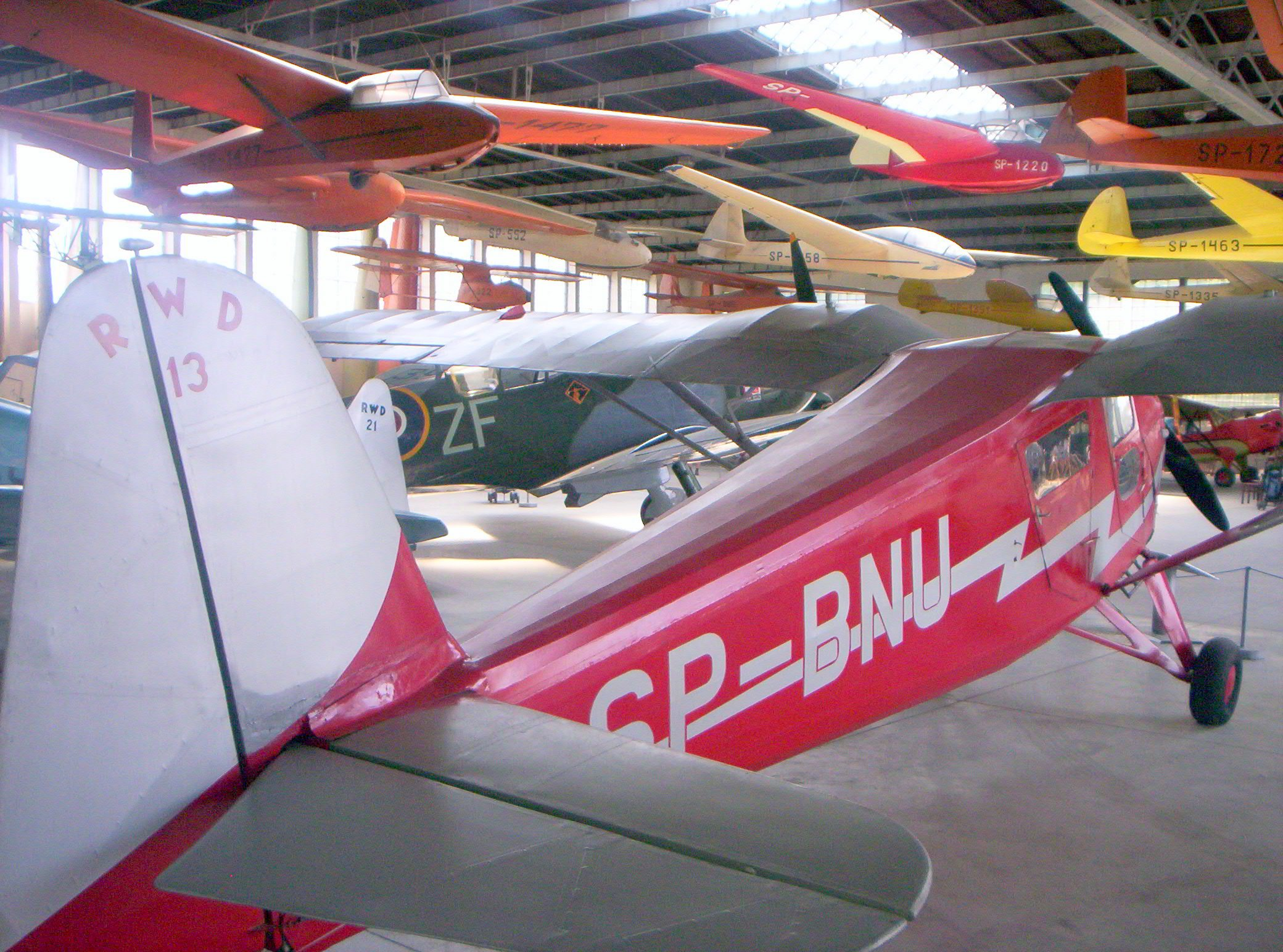
Le RWD-13 SP-BNU au musée de l'aviation polonaise.

La plupart des RWD-13 furent utilisés par l'aviation civile polonaise, initialement l'Aéroclub de Pologne (en), qui était soutenu financièrement par le Ministère de la Communication ou le LOPP. Trois appareils furent utilisés par le Ministère comme avions utilitaires, deux furent utilisés par la Polskie Linie Lotnicze LOT (la compagnie aérienne nationale) et beaucoup étaient entre les mains de propriétaires ou de compagnies privés. Les avions de l'Aéroclub de Pologne furent aussi utilisés pour des événements sportifs, prenant part à de nombreux rallyes et compétitions internationaux et finissant régulièrement à de bonnes places dans les divers classements. Ils raflèrent par exemple les 1re, 4e, 6e et 7e places d'une compétition d'avions de tourisme lors du quatrième meeting aérien international de Zurich, en 1937. Le RWD-13S remporta un prix de la ville d'Esch pour avoir été la meilleure ambulance d'une compétition internationale d'avions-ambulances se tenant dans cette ville, en juillet 1938. Le concours lui-même fut gagné par un autre avion polonais, le LWS-2.
La plupart des ambulances aériennes RWD-13S appartenaient à la Croix-Rouge polonaise (PCK, Polski Czerwony Krzyż). Cinq ambulances appartenaient également à la force aérienne polonaise, mais elles portaient cependant aussi des marquages civils. Plusieurs RWD-13 (au-moins cinq exemplaires) n'étant pas des ambulances furent mobilisés après le début de la Seconde Guerre mondiale et utilisés comme avions de liaison pendant la campagne de septembre 1939. Quelques appareils furent évacués vers des pays voisins, quelques-uns furent détruits ou saisis par les Allemands.
La plupart des RWD-13 polonais étaient peints en rouge, avec un éclair argenté peint sur les côtés du fuselage et des ailes couleur argent. Les RWD-13S étaient peints en couleur ivoire, avec des marquages de la Croix-Rouge, alors que les RWD-13TS étaient peints en couleur ivoire, avec un éclair rouge sur les côtés du fuselage.
Seuls quatre RWD-13 furent utilisés en Pologne après la guerre, qui furent renvoyés par la Roumanie en 1947 (en 1948. Le gouvernement communiste polonais perdit tout intérêt pour les équipements polonais d'avant-guerre restant encore dans l'inventaire des forces du pays. Ils furent utilisés jusqu'en 1953 à 1955, avec les immatriculations SP-MSZ (appartenant au ministre des affaires étrangères), SP-ARG, SP-ARH et SP-ARL. Le SP-ARL est actuellement préservé et exposé au musée de l'aviation polonaise, à Cracovie, avec son immatriculation SP-BNU d'avant-guerre (anciennement utilisé par la compagnie LOT).

### Espagne
Environ vingt RWD-13 furent exportés avant la Seconde Guerre mondiale. Quatre furent vendus à l'Espagne par SEPEWE (en) et utilisés comme avions de liaison par l'Aviación Nacional (en) de Franco pendant la Guerre d'Espagne, sous le nom de « Polaca » (numéros 30-1 à 30-4). Après la guerre civile, les exemplaires restants furent utilisés dans des aéroclubs.

### Brésil
En 1937 et 1938, huit RWD-13 furent vendus au Brésil et utilisés jusqu'aux années 1960. Un de ces exemplaires (PT-LFY) est toujours en état de vol.

### Palestine/Israël

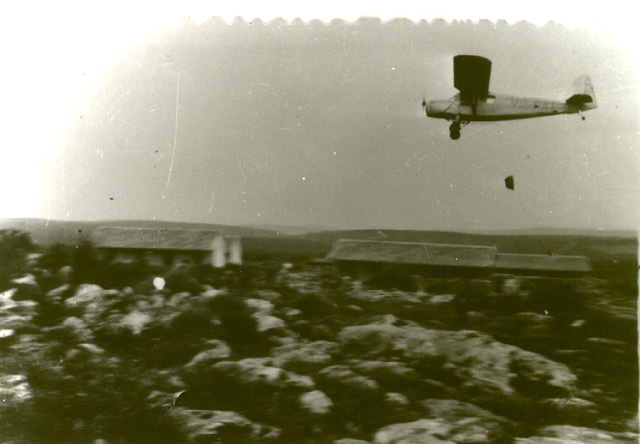
Le RWD-13 immatriculé VQ-PAL, larguant des vivres au kibboutz isolé de, au nord de la Palestine, en janvier 1948.

Deux ou trois RWD-13 furent vendus à des propriétaires juifs en Palestine. Avec la création du Sherut Avir, la force aérienne du Haganah, en novembre 1947, deux avions furent intégrés à son inventaire. Le 17 décembre 1947, l'un de ces deux avions effectua la première attaque aérienne, avec des grenades et des armes de poing, au cours des escarmouches israélo-arabes. Plus tôt, le 15 juin 1936, un RWD-13 fut le premier avion à atterrir à Tel Aviv. Les deux RWD furent parmi les premiers avions de la nouvellement créée force aérienne et spatiale israélienne, et furent utilisés pour des missions de liaison et transport pendant la guerre israélo-arabe de 1948-1949.

### Roumanie
Après l'éclatement de la Seconde Guerre mondiale, 28 RWD-13 polonais furent évacués vers la Roumanie : 23 RWD-13 et 5 RWD-13S. Après la chute de la Pologne, ils furent saisis par l'aviation civile et militaire roumaines. Après le ralliement de la Roumanie aux côtés des forces de l'Axe et son engagement dans l'attaque de l'URSS, les RWD-13 furent utilisés comme avions de liaison par la force aérienne roumaine. Ceux qui devinrent les plus de célèbres furent les avions-ambulances, utilisés par l'Escadrila Albă (l'« Escadrille blanche ») et pilotés par des femmes.
En tout, 700 blessés furent transportés par les RWD-13 roumains entre le 25 juin et le 6 novembre 1941, puis environ 10 000 blessés du 10 avril 1942 au 23 août 1944. 21 appareils survécurent à la guerre, et les appareils restants furent utilisés en Roumanie jusque dans les années 1950. Un seul fut renvoyé en Pologne, ou il reçut la désignation de LWS-13 et devint l'avion du ministre des affaires étrangères polonais. Il effectua alors plusieurs centaines de vols de liaison.

### Autres pays
Un exemplaire fut utilisé en Estonie. Deux RWD-13, envoyés à l'Exposition universelle de New York, furent vendus après l'éclatement de la guerre en 1939 et utilisés aux États-Unis (immatriculations N20651 et N20652), ou leur structure fut modifiée par le Lieutenant Joseph Malejki. Trois (ou un) appareils furent vendus au Yémen. Plusieurs RWD-13 furent évacués vers la Lettonie et furent probablement saisis plus tard par les Soviétiques.

## Versions
- RWD-13 : Version initiale de tourisme et de sport aérien, dotée de trois sièges et propulsée par un moteur à 4 cylindres en ligne inversés PZInż Walter Major (en) de 130 ch (96 kW) ;
- RWD-13S : Version ambulance, dotée de deux sièges et pouvant emporter des civières, grâce à une grande porte latérale sur le côté droit du fuselage ;
- RWD-13TS : Version mixte, pouvant passer d'une configuration tourisme à une configuration ambulance en retirant le siège de droite à l'avant de la cabine.

## Utilisateurs

### Utilisateurs militaires
- Brésil :
  - Force aérienne brésilienne.
- Estonie :
  - La force aérienne estonienne utilisa un RWD-13S récupéré de la Pologne en septembre 1939[3].
- État indépendant de Croatie :
  - La Force aérienne de l'État indépendant de Croatie (en) utilisa un appareil appartenant précédemment à la Force aérienne royale yougoslave (en).
- Reich allemand :
  - La Luftwaffe utilisa des appareils capturés dans les pays conquis par les forces allemandes.
- Israël :
  - La Sherut Avir — remplacée ensuite par la force aérienne et spatiale israélienne — utilisa deux RWD-13.
- Pologne :
  - Force aérienne de la République polonaise.
- Roumanie :
  - Force aérienne royale roumaine : Plusieurs avions-ambulances gagnèrent une certaine célébrité au sein de l'« Escadrille blanche » (en roumain : « Escadrila Albă »), pilotés par des femmes.
- Suède :
  - La force aérienne suédoise utilisa un RWD-13 — sous la désignation Tp 11 — récupéré de la Pologne en septembre 1939[3].
- Seconde République espagnole :
  - Forces aériennes de la République espagnole.
- Royaume de Yougoslavie :
  - La Force aérienne royale yougoslave (en) utilisa deux RWD-13 de construction yougoslave et deux RWD-13S.

### Utilisateurs civils
- Estonie
- Iran :
  - En mai 1939, un RWD-13 (immatriculé SP-BNY) fut offert par le président de la Pologne à l'héritier Perse Mohammed Reza Pahlavi comme cadeau de mariage.
- Palestine mandataire :
  - La compagnie aérienne Aviron utilisa deux ou trois RWD-13 (enregistrés sous les immatriculations VQ-PAL et VQ-PAM) jusqu'en 1948, quand les deux avions furent récupérés par la force aérienne israélienne, nouvellement formée.
- Pologne :
  - Aeroklub Polski (en) ;
  - Polskie Linie Lotnicze LOT S.A..
- Roumanie
- État espagnol[8]
- Suède
  - Après la guerre, l'avion appartenant à la force aérienne suédoise fut utilisé avec l'immatriculation civile SP-AOF jusqu'en 1951.
- États-Unis
- Royaume mutawakkilite du Yémen
- Royaume de Yougoslavie :
  - SU Belgrade utilisa deux RWD-13[9].

## Spécifications techniques
Données de Polskie konstrukcje lotnicze 1893-1939 ; Historische Flugzeuge
Caractéristiques générales
- Équipage : 2 membres
- Capacité : 2 passagers
- Longueur : 7,85 m
- Envergure : 11,5 m
- Hauteur : 2,05 m
- Surface alaire : 16 m2
- Masse à vide : 530 kg
- Masse typique : 890 kg
- Masse maximale au décollage : 930 kg
- Moteur : 1   Moteur à pistons à 4 cylindres en ligne refroidis par air PZInż Walter Major (en) de 130 ch (96 kW)

 Performances 
- Vitesse maximale : 210 km/h
- Vitesse de croisière : 180 km/h
- Distance franchissable : 900 km
- Plafond : 4 200 m
- Vitesse ascensionnelle : 228 m/min
- Charge alaire : 55,5 kg/m2
- Rapport poids-puissance : 4,08 kg/ch